# Irmino
Irmino (en ukrainien : Ірміно) est une ville minière de l'oblast de Louhansk, en Ukraine. Sa population s'élevait à 9 343 habitants en 2021. Elle est sous l'administration de la république populaire de Lougansk depuis 2014.

## Géographie
Irmino est située à 55 km de à l'ouest de Louhansk. Elle fait partie de l'agglomération Altchevsk-Kadiïvka, dans le Donbass. Elle se trouve au bord de la rivière Lougan, un affluent du Donets appartenant au bassin versant du fleuve Don.

## Histoire
Irmino fut d'abord le village de Petrovka/Petrivka (en ukrainien : Петрівка) fondé en 1808 sur la rive droite de la Lougan par des paysans de la région de Poltava et rebaptisé Irminka en 1898, ou Irmino (Ірміно) vers 1910, d'après la mine de charbon de ce nom baptisée du nom d'Irma, la fille du propriétaire de la mine. En 1936, le village accéda au statut de ville et prit le nom de Teplohirsk en 1977. Le 8 juillet 2010 la ville est rebaptisée Irmino.
C'est à Irmino, dans la mine « Tsentralno-Irmino », où il travaillait depuis 1927, qu'Alekseï Stakhanov réussit à extraire 102 tonnes de charbon, soit 14 fois la norme, dans la nuit du 30 au 31 août 1935. À l'époque, le village d'Irmino dépendait de Kadiïvka, et le record de Stakhanov est indiqué comme ayant été réalisé dans la mine « Tsentralnaïa-Irmino » (en russe : Центральная-Ирмино) de Kadiïvka.
Depuis la guerre du Donbass de 2014, Irmino est administrée par la République populaire de Lougansk et non plus par les autorités ukrainiennes.

## Nom
1808 - 1900 - Petrovka (Петровка),
1900— 1962 — Irmano (Irmino),
1977 - 2010 - Teplohirsk (Теплогірсь)

## Population
Le déclin de la population d'Irmino a été un des plus forts des villes d'Ukraine depuis l'indépendance, en 1991.
Recensements (*) ou estimations de la population :
| 1923* | 1926* | 1939*  | 1959*  | 1979*  | 1989*  |
| ----- | ----- | ------ | ------ | ------ | ------ |
| 2 794 | 5 276 | 15 327 | 21 512 | 19 090 | 18 549 |

| 2001*  | 2011   | 2012   | 2013   | 2014  | 2015  |
| ------ | ------ | ------ | ------ | ----- | ----- |
| 13 053 | 10 000 | 10 200 | 10 044 | 9 886 | 9 764 |

| 2016  | - | - | - | - | - |
| ----- | - | - | - | - | - |
| 9 687 | - | - | - | - | - |

## Transports
Irmino se trouve à 116 km de Louhansk par le chemin de fer et à 75 km par la route.